# Liste der Biografien/Kolj
Liste der Biografien |
Portal Biografien |
Personensuche
# |
A |
B |
C |
D |
E |
F |
G |
H |
I |
J |
K |
L |
M |
N |
O |
P |
Q |
R |
S |
T |
U |
V |
W |
X |
Y |
Z |
?
 
Ka |
Kb |
Kc |
Kd |
Ke |
Kf |
Kg |
Kh |
Ki |
Kj |
Kl |
Km |
Kn |
Ko |
Kp |
Kr |
Ks |
Kt |
Ku |
Kv |
Kw |
Ky |
Kx |
Kz
 
Koa |
Kob |
Koc |
Kod |
Koe |
Kof |
Kog |
Koh |
Koi |
Koj |
Kok |
Kol |
Kom |
Kon |
Koo |
Kop |
Kor |
Kos |
Kot |
Kou |
Kov |
Kow |
Kox |
Koy |
Koz
 
Kola |
Kolb |
Kolc |
Kold |
Kole |
Kolf |
Kolg |
Kolh |
Koli |
Kolj |
Kolk |
Koll |
Kolm |
Koln |
Kolo |
Kolp |
Kolr |
Kols |
Kolt |
Kolu |
Kolv |
Kolw |
Koly |
Kolz
Die Liste der Biografien führt alle Personen auf, die in der deutschsprachigen Wikipedia einen Artikel haben. Dieses ist eine Teilliste mit 13 Einträgen von Personen, deren Namen mit den Buchstaben „Kolj“ beginnt.

## Kolj

### Kolja
- Koljada, Michail Sergejewitsch (* 1995), russischer Eiskunstläufer
- Koljada, Oksana (* 1980), ukrainische Politikerin, Offizierin und Aktivistin
- Koljadenko, Iryna (* 1998), ukrainische Freistilringerin
- Koljassewa, Alexandra Iwanowna (* 1968), sowjetische und russische Radrennfahrerin
- Koljassewa, Nina (* 1975), russische Marathonläuferin
- Koljatic Maroevic, Tomislav (* 1955), chilenischer Geistlicher, römisch-katholischer Bischof von Linares

### Kolje
- Koljenovic, Deni (* 1990), deutscher Influencer und Model
- Koljević, Svetozar (1930–2016), jugoslawischer bzw. serbischer Literaturwissenschaftler und Übersetzer

### Kolji
- Koljic, Alem (* 1999), deutsch-bosnischer Fußballspieler

### Koljo
- Koljo, Adam († 1759), pietistischer estnischer Prediger und theologischer Übersetzer
- Koljonen, Kalle (* 1994), finnischer Badmintonspieler
- Koljonen, Saana (* 1988), finnische Volleyballspielerin

### Kolju
- Koljuschew, Michail Iwanowitsch (1943–2024), sowjetischer Radrennfahrer